# 吳宏密
吳宏密（1435年—？），字慎夫，福建興化府莆田縣人，明朝政治人物。進士出身。

## 生平
福建鄉試第二十七名。天順八年（1464年）甲申科會試第八十八名，殿試登進士第三甲第十三名。

## 家族
曾祖吳公說。祖父吳德懋。父亲吳體舒。